# 鄭鎬溶
鄭 鎬溶（チョン・ホヨン、정호용、1932年9月10日 - ）とは、韓国の軍人、政治家。第13・14代国会議員。本貫は延日鄭氏。陸軍士官学校、陸軍大学卒、ソウル大学校大学院修了、漢陽大学校大学院卒、建国大学校大学院経済学博士。軍内私組織ハナフェの一員。

## 経歴
慶尚北道清道郡出身。陸軍士官学校卒（11期）。朝鮮戦争、ベトナム戦争に参戦。全斗煥・盧泰愚とは陸士同期で、軍内部の私的組織であったハナフェの一員でもあった。
1979年12月12日、粛軍クーデターの際には、大邱からソウルに戻る途中で、関与はしなかった。
全斗煥が大統領に就任してから政府要職に任命され、光州事件時には特殊戦司令官であった。しかし、鄭自身は自分が鎮圧を指示したわけではないと述べていた。
1987年に内務部長官、次いで国防部長官。1988年、大邱選挙区から国会議員選挙に出馬し当選したが、盧泰愚政権下で進められた過去史究明で、5共聴聞会の数日後に議員辞職を余儀なくされた。その後、1992年の国会議員選挙にも出馬して当選したが、金泳三政権下での過去史究明では有罪判決を受け議員失職し、収監された。
金大中政権により釈放されたが、国会議員選挙には落選。2002年の大統領選挙では、全国鄭氏連合会総裁として鄭夢準を支援した。

## 主張
MBCドラマ『第5共和国』での自分に関する21のシーンは事実と異なると主張。特にドラマでは外交的で声が大きい人物というふうに描かれたが、本人は内向的でじっくりと話す性格であるという。
また、第13代国会議員当時の議員辞職は3党合意によるもので、盧泰愚の補欠選挙で公認を与える約束に応じたものだと主張した。しかし、辞職後の補欠選挙で盧泰愚に裏切られて民主自由党の公認から脱落し、無所属として出馬したが、途中で安全企画部の監視に耐えられず、また妻も自殺未遂事件を起こしたなどにより、突然辞退したと述べた。